# Xystrota davisi
Xystrota davisi är en fjärilsart som beskrevs av Grossbeck 1917. Xystrota davisi ingår i släktet Xystrota och familjen mätare. Inga underarter finns listade i Catalogue of Life.